# Optegnelser fra det døde hus (roman)
Optegnelser fra det døde hus (russisk: Записки из Мёртвого дома, tr. Zapiski iz Mjortvogo doma) er en roman af Fjodor Mikhajlovitj Dostojevskij. Romanen skildrer et menneskes absurde og meningsløse liv og hverdag i et tugthus i Sibirien. 
Romanen blev udgivet fra 1860 til 61 i Dostojevskijs eget tidsskrift Vremja (russisk: Вре́мя).

## Tilblivelse
Novellen bygger på Dostojevskijs egne oplevelser som tugthusfange i Sibirien.
| Bog | Spire Denne artikel om bøger og tidsskrifter er en spire som bør udbygges. Du er velkommen til at hjælpe Wikipedia ved at udvide den. |